# Polymerus gerhardi
Polymerus gerhardi är en insektsart som beskrevs av Knight 1923. Polymerus gerhardi ingår i släktet Polymerus och familjen ängsskinnbaggar. Inga underarter finns listade i Catalogue of Life.